# Tocantinópolis EC
Der Tocantinópolis Esporte Clube, in der Regel nur kurz Tocantinópolis genannt, ist ein Fußballverein aus Tocantinópolis im brasilianischen Bundesstaat Tocantins.
Aktuell spielt der Verein in der vierten brasilianischen Liga, der Série D.

## Erfolge
- Staatsmeisterschaft von Tocantins: 1993, 2002, 2015, 2021, 2022, 2023
- Copa Tocantins: 1990, 2004

## Stadion
Der Verein trägt seine Heimspiele im Estádio João Ribeiro, auch unter dem Namen Ribeirão bekannt, in Tocantinópolis aus. Das Stadion hat ein Fassungsvermögen von 8000 Personen.

## Trainerchronik
Stand: Oktober 2024
| Trainer          | Nation    | von              | bis           |
| ---------------- | --------- | ---------------- | ------------- |
| Neto Costa       | Brasilien | 4. April 2016    | 18. Juli 2016 |
| Jairo Nascimento | Brasilien | 1. Dezember 2021 | 28. Mai 2024  |
| Reginaldo França | Brasilien | 31. Mai 2024     |               |